# Joost von Bronckhorst
Joost von Bronckhorst (* 2. Dezember 1503; † Eerbeek, beigesetzt am 15. Oktober 1553 in Borculo) war Herr von Bronckhorst und Herr zu Borculo und Lichtenvoorde.

## Leben
Joost von Bronckhorst war ein Sohn von Friedrich von Bronckhorst und Mechtild, Tochter von Oswald I. von dem Bergh.
Im Jahr 1533 wurde seine Herrschaft Bronckhorst zur Grafschaft erhoben. Er war der letzte Herr zu Borculo und Lichtenvoorde aus dem Geschlecht von Bronckhorst.